# Aids – Die Afrikalegende
Aids – Die Afrikalegende ist ein Dokumentarfilm, der von Heimo Claasen und Malte Rauch gedreht wurde und 1989 erschien. Der Film kolportiert die durch den KGB in der Operation Infektion und dem Biologen Jakob Segal geschaffene Verschwörungstheorie, dass der HIV-Erreger in den USA im militärischen Forschungslabor für biologische Waffen Fort Detrick entstanden sein soll.

## Kontroversen
Im Jahr 2014 erschien von Douglas Selvage und Christopher Nehring die BStU Publikation Die AIDS-Verschwörung – Das Ministerium für Staatssicherheit und die AIDS-Desinformationskampagne des KGB. Darin berichten die beiden Forscher im Archiv des Bulgarischen Geheimdiensts Darschawna Sigurnost, dass sie zwei Dokumente gefunden hätten, welche einen Film über AIDS thematisieren. Im November 1988 berichteten die zwei Stasi-Offiziere Wolfgang Mutz und Hans Pfeifer von der für Desinformation westlicher Medien zuständigen Stasiabteilung HVA X, dass ein westdeutscher Film vorbereitet wird, welcher die AIDS-Problematik behandelt. Im September 1989 wurde dann berichtet, dass westdeutsche Geldgeber 80.000 DM gezahlt haben, während „deutsche Genossen“ 40.000 DM zahlten. Dabei soll der Film dreimal in westdeutschen Fernsehen gezeigt worden sein. Der einzige Film, welcher zwischen November 1988 und September 1989 dreimal im westdeutschen Fernsehen lief und AIDS als Thema hatte, ist der Film Aids – Die Afrikalegende.
Der WDR, welcher den Film als erstes zeigte, konnte keine Angaben über die Finanzierung des Films machen. Classen und Rauch bestritten im Jahr 2013, dass Geld für den Film vom MfS geflossen sei oder auch nur in irgend einer anderen Weise für den MfS gearbeitet zu haben. Rauch klagte im Jahr 2015 gegen den Bericht und erreichte zunächst, dass das BstU Passagen über die Finanzierung des Films geschwärzt wurden. Der Bundesgerichtshof erachtete die Äußerungen jedoch gemessen an den entsprechend anzuwendenden Grundsätzen rechtmäßigen staatlichen Informationshandelns als nicht rechtswidrig.